# Sclerasterias tanneri
Sclerasterias tanneri is een zeester uit de familie Asteriidae.
De wetenschappelijke naam van de soort werd in 1880 gepubliceerd door Addison Emery Verrill.